# Yolande de Hainaut
Yolande de Hainaut, née en 1175 et morte en 1219, est une impératrice latine de Constantinople de 1217 à 1219.

## Sa famille
Elle est la fille du comte Baudouin V de Hainaut et de Marguerite Ire (1145-1194), dite Marguerite d'Alsace, comtesse de Flandre, et la sœur de la reine de France Isabelle de Hainaut (1170-1190) - épouse du roi Philippe II -, et des 
empereurs latins de Constantinople Baudouin Ier de Flandre et Henri de Hainaut.

## Mariage et descendance
En 1193, elle épouse Pierre II de Courtenay dont elle a :
- Marguerite (1194 † 1270), mariée à Raoul Ier de Lusignan, comte d'Issoudun puis d'Eu († 1219), puis Henri, seigneur de Vianden ;
- Philippe II (1195 † 1226), margrave de Namur ;
- Sibylle (1197 † 1210), nonne ;
- Elisabeth (1199 † ap.1269), mariée à Gaucher, fils de Milon IV, comte de Bar-sur-Seine, puis en 1220 à Eudes de Bourgogne, seigneur de Montaigu ;
- Yolande de Courtenay (1196 † 1233), mariée en 1215 à André II de Hongrie (1176 † 1235), roi de Hongrie ;
- Robert (1201 † 1228), empereur latin de Constantinople ;
- Agnès (1202 † ap.1247), mariée en 1217 à Geoffroy II de Villehardouin († 1246), prince de Morée ;
- Marie (1204 † 1222), mariée en 1219 à Théodore Ier Lascaris († 1222), empereur de Nicée ;
- Henri (1206 † 1229), margrave de Namur ;
- Eléonore (1208 † 1230), mariée à Philippe Ier de Montfort († 1270), seigneur de Castres ;
- Constance (1210 † ), nonne à Fontevraud ;
- Baudouin II (1218 † 1273), empereur latin de Constantinople.

## Impératrice latine de Constantinople
Lorsque  Henri de Hainaut meurt sans héritier en 1216, les barons de Constantinople font appel au mari de Yolande (sœur de l'empereur défunt), Pierre II de Courtenay, pour lui succéder. Mais le nouvel empereur est fait prisonnier par le despote d'Épire, Théodore Ange Comnène Doukas, et meurt en captivité en 1219. L'impératrice Yolande assure la régence à Constantinople et, pour se ménager des appuis, elle accorde en 1217 la main de sa fille Agnès avec le prince Geoffroy II de Morée, et négocie en 1219 le mariage de sa fille Marie avec l'empereur byzantin de Nicée Théodore Ier Lascaris.
Yolande de Hainaut meurt en septembre 1219.